# جزيرة آشورادا
جزيرة آشورادا هي قرية تقع في وسط شبه جزيرة ميانكالة في مقاطعة جولستان بإيران ؛ وهي الجزيرة الإيرانية الحالية الوحيدة في بحر قزوين.

تم تقديم جزيرة أشورادا وتسجيلها كواحدة من أولى مناطق المحيط الحيوي في العالم في عام 1975. في الوقت نفسه ، في اتفاقية رامسار الدولية ، كانت من بين أهم الأراضي الرطبة في العالم ، والأهمية الثالثة لهذه المنطقة هي عضويتها في محمية الحياة البرية ، والتي تستضيف مجموعة متنوعة من الطيور على مدار السنة.